# Mulekada
Mulekada foi um grupo musical infantil brasileiro.
Formado pela Julyana Lee, Jacarezinho e Tatiana Ruiz, a carreira do grupo durou de 1999 a 2003. A maior popularidade foi entre 1999 a 2001, quando se apresentou em programas de televisão, principalmente no Programa Raul Gil (na Rede Record).
O grupo lançou 4 CDs, uma coletânea e um VHS. Com o aparecimento do DVD, o formato de lançamento de VHS foi remasterizado para DVD, que tem a melhor qualidade de som e imagem do que VHS.

## Discografia
- Mulekada  (1999)
- Mulekada Festa de Criança (2000)
- Mulekada Faz a Festa (2001)
- Mulekada Faz a Sua Festa (2002)
- Mulekada na Parada (2002)
- Coletânea Mulekada (2003)

## Depois da Mulekada
Com o fim do grupo, em 2003, Julyana Lee, Jacarezinho e Tatiana Ruiz resolveram se dedicar aos estudos.
Em 2005, Jacarezinho estreou como apresentador do programa infantojuvenil Patrulha Nick no canal fechado Nickelodeon.
Em 2006, Tatiana Ruiz lançou o CD com o nome Tati Festa Manera.
Em 2009, Julyana Lee, aos 15 anos, lançou CD com o nome Eu Sou Assim.
Em 2011, Julyana Lee lançou sua carreira internacional com 18 anos e o single Trust Me pela gravadora Building Records e em 2013 lançou seu trabalho voltado a moda com o blog Golden by JuLee